# Combeauté
Die Combeauté ist ein Fluss in Frankreich, der in den Regionen Grand Est und Bourgogne-Franche-Comté verläuft. Sie entspringt im westlichen Teil des Regionalen Naturparks Ballons des Vosges, im Gemeindegebiet von Girmont-Val-d’Ajol und entwässert generell in südwestlicher Richtung. Unterhalb von Fougerolles erreicht der Fluss einen weiten Alluvialboden, wo sich der Fluss an mehreren Stellen gabelt und in parallel strömende Wasserläufe aufteilt, deren Inseln meist mit Auwald bestanden sind. Der Fluss mündet schließlich nach rund 37 Kilometern im Gemeindegebiet von Ainvelle als linker Nebenfluss in die Sémouse. 
Auf ihrem Weg durchquert die Combeauté die Départements Vosges und Haute-Saône.

## Orte am Fluss
- Le Val-d’Ajol
- Fougerolles
- Corbenay
- Saint-Loup-sur-Semouse